# Nefazodone
Nefazodone, trước đây được bán dưới tên thương hiệu Serzone, Dutonin và Nefadar, là một thuốc chống trầm cảm không điển hình được đưa ra thị trường lần đầu tiên bởi Bristol-Myers Squibb vào năm 1994 nhưng phần lớn đã bị ngưng sử dụng. BMS đã rút nó khỏi thị trường vào năm 2004 do doanh số giảm do tỷ lệ tổn thương gan nghiêm trọng hiếm gặp và sự khởi đầu của cạnh tranh chung. Tỷ lệ tổn thương gan nghiêm trọng là khoảng 1 trong mỗi 250.000 đến 300.000 năm bệnh nhân. Các phiên bản chung được giới thiệu vào năm 2003.
Nefazodone là một hợp chất phenylpiperazine và có liên quan đến trazodone. Nó đã được mô tả như một serotonin chất đối kháng và tái hấp thu chất ức chế (SARI) do hành động kết hợp của nó như là một chất đối kháng thụ thể serotonin 5-HT<sub id="mwFQ">2A</sub> và 5-HT<sub id="mwFw">2C</sub>  và yếu serotonin-norepinephrine-dopamine chất ức chế tái hấp thu (SNDRI).

## Sử dụng trong y tế
Nefazodone được sử dụng để điều trị rối loạn trầm cảm lớn, hành vi hung hăng và rối loạn hoảng sợ.

### Các hình thức có sẵn
Nefazodone có sẵn là 50 mg, 100 mg, 150 mg, 200 mg và 250   viên mg cho đường uống.

## Tác dụng phụ
Nefazodone có thể gây tổn thương gan nghiêm trọng, dẫn đến nhu cầu ghép gan và tử vong. Tỷ lệ tổn thương gan nghiêm trọng là khoảng 1 trong mỗi 250.000 đến 300.000 năm bệnh nhân.
Tác dụng phụ thường gặp và nhẹ của nefazodone được báo cáo trong các thử nghiệm lâm sàng thường xuyên hơn giả dược bao gồm khô miệng (25%), buồn ngủ (25%), buồn nôn (22%), chóng mặt (17%), mờ mắt (16%), yếu (11%), chóng mặt (10%), nhầm lẫn (7%) và hạ huyết áp thế đứng (5%). Phản ứng phụ hiếm gặp và nghiêm trọng có thể bao gồm phản ứng dị ứng, ngất xỉu, đau/cương cứng kéo dài và vàng da.
Nefazodone không đặc biệt liên quan đến việc tăng sự thèm ăn và tăng cân.

## Tương tác
Nefazodone là một chất ức chế mạnh CYP3A4, và có thể tương tác bất lợi với nhiều loại thuốc thường được sử dụng được chuyển hóa bởi CYP3A4.

## Dược lý

### Dược lực học
Người
| Trang web                                                                      | K i (nM) | Loài  | Tham chiếu    |
| ------------------------------------------------------------------------------ | -------- | ----- | ------------- |
| SERT                                                                           | 200      | Người | [ 16 ] [ 17 ] |
| NET                                                                            | 360-618  | Người | [ 16 ] [ 17 ] |
| DAT                                                                            | 360      | Người | [ 16 ]        |
| 5-HT <sub id="mwaw">1A</sub>                                                   | 80       | Người | [ 18 ]        |
| 5-HT <sub id="mwdQ">2A</sub>                                                   | 26       | Người | [ 18 ]        |
| 5-HT <sub id="mwfw">2C</sub>                                                   | 72       | Người | [ 19 ]        |
| <sub id="mwiQ">1</sub>                                                         | 5,5-48   | Người | [ 17 ] [ 18 ] |
| α <sub id="mwlQ">1A</sub>                                                      | 48       | Người | [ 19 ]        |
| <sub id="mwnw">2</sub>                                                         | 84-640   | Người | [ 17 ] [ 18 ] |
| β                                                                              | > 10.000 | Chuột | [ 20 ]        |
| D <sub id="mwrg">2</sub>                                                       | 910      | Người | [ 18 ]        |
| H <sub id="mwtg">1</sub>                                                       | ≥370     | Người | [ 18 ] [ 19 ] |
| mACh                                                                           | > 10.000 | Người | [ 18 ]        |
| Giá trị là K i (nM). Giá trị càng nhỏ, thuốc liên kết với trang web càng mạnh. |          |       |               |

Nefazodone hoạt động chủ yếu như một chất đối kháng mạnh của thụ thể serotonin 5-HT <sub id="mwyQ">2A</sub> và ở mức độ thấp hơn của thụ thể serotonin 5-HT<sub id="mwyw">2C</sub>. Nó cũng có ái lực cao với thụ thể α <sub id="mwzQ">1</sub> -adrenergic và thụ thể serotonin 5-HT<sub id="mwzw">1A</sub>, và ái lực tương đối thấp hơn đối với thụ thể α<sub id="mw0Q">2</sub> -adrenergic và thụ thể Dopamine D<sub id="mw1A">2</sub>. Nefazodone có ái lực thấp nhưng có ý nghĩa đối với các chất vận chuyển serotonin, norepinephrine và dopamine, và do đó hoạt động như một chất ức chế tái hấp thu serotonin-norepinephrine-dopamine yếu (SNDRI). Nó có ái lực thấp nhưng có khả năng có ý nghĩa đối với thụ thể histamine H<sub id="mw3A">1</sub>, trong đó nó là chất đối kháng, và do đó có thể có một số hoạt động kháng histamine. Nefazodone có hoạt tính không đáng kể ở các thụ thể acetylcholine muscarinic, và do đó, không có tác dụng kháng cholinergic.

## Hóa học
Nefazodone là một phenylpiperazine; nó là một dẫn xuất alpha-phenoxyl của etoperidone, đến lượt nó là một dẫn xuất của trazodone.

## Xã hội và văn hoá

### Tên chung
Nefazodone là tên chung của thuốc và INN và BAN của nó, trong khi néfazodone là DCF và nefazodone hydrochloride là USAN và USP.

### Tên thương hiệu
Nefazodone đã được bán trên thị trường dưới một số tên thương hiệu bao gồm Dutonin (AT, ES, IE, UK), Menfazona (ES), Nefadar (CH, DE, NO, SE), Nefazodone BMS (AT), Nefazodone Hydrochloride Teva (US), Reseril (IT), Rulivan (ES) và Serzone (AU, CA, US). Kể từ năm 2017, nó vẫn chỉ có sẵn trên cơ sở hạn chế là Nefazodone Hydrochloride Teva ở Hoa Kỳ.

## Nghiên cứu
Việc sử dụng nefazodone để ngăn ngừa chứng đau nửa đầu đã được nghiên cứu, do tác dụng đối kháng của nó trên các thụ thể 5-HT2A  và 5-HT2C.